# Karakozy Abdalíyev
El Teniente Karakoz Abdaliev (del ruso: Каракозы́ Абдали́ев) fue un militar soviético que fue premiado de manera póstuma como Héroe de la Unión Soviética en 1943 luego de su muerte durante la Operación Barbarroja. 

## Juventud
Nació en 1908 cerca del Río Sir Daria, Turquestán, en el Imperio Ruso. Fue a la escuela y se graduó en 1924, después de la Revolución rusa de 1917. Desde 1924 hasta 1941 se dedicó a trabajar una granja. 

## Frente Oriental
Se unió al Partido Comunista de la Unión Soviética en 1940 y fue nombrado por la República Socialista Soviética de Kazajistán como teniente del 51 Ejército en 1941. Luchó en el Frente Oriental durante la Segunda Guerra Mundial en 1942, siendo condecorado con la Orden de Lenin. 

## Muerte
En los combates cerca de Melitopol, en la actual Ucrania, del 21 al 22 de octubre de 1943 se informó al Presidium del Partido Comunista de la Unión Soviética que Abdaliev y sus hombres habían tomado 17 viviendas ocupadas por la Wehrmacht, además de haber destruido 23 puestos de ametralladoras, dos tanques y matado a sesenta soldados enemigos. Sin embargo, fue muerto en los combates y después de su muerte recibió el título de Héroe de la Unión Soviética por su "desempeño ejemplar de las asignaciones de mando en el frente contra los invasores nazis y por mostrar coraje y heroísmo".